# Anatole Broyard
Anatole Paul Broyard (* 16. Juli 1920 in New Orleans; † 11. Oktober 1990 in Boston) war ein amerikanischer Autor, Literaturkritiker und Herausgeber für die New York Times. Erst nach seinem Tod wurde öffentlich bekannt, dass Broyard, der sich sein Leben lang als „Weißer“ ausgegeben hatte, von schwarzer Abstammung war, und sein sogenanntes Passing wurde kontrovers diskutiert.

## Leben
Anatole Broyard

Link zu einer Fotografie von 1971

(Bitte Urheberrechte beachten)
Anatole Broyard wuchs im French Quarter in New Orleans auf, ehe die Familie 1927 im Zuge der Great Migration nach New York zog, wo sie sich im Brooklyner Viertel Bedford–Stuyvesant niederließ. Beide Eltern hatten schwarze Vorfahren, waren jedoch hellhäutig, so dass sich bereits Anatoles Vater, ein gelernter Zimmermann und Bauarbeiter, auf der Suche nach Arbeit als Weißer ausgeben konnte. Auch Anatole, der das Brooklyn College besuchte, war wie eine seiner beiden Schwestern hellhäutig. Früh zeigte er ein in der Arbeiterfamilie ungewöhnliches Interesse an Kultur, europäischem Film und europäischer Literatur.
1938 kreuzte Broyard, dessen Geburtsurkunde ihn als Farbigen auswies, auf einer Sozialversicherungskarte das erste Mal die Hautfarbe „weiß“ an. Auch bei seiner Heirat mit einer hellhäutigen Puerto-Ricanerin behielt er 1940 die gewechselte Identität bei. An der Seite seiner Ehefrau entfernte er sich zunehmend von seinem vertrauten Umfeld. Die Ehe, der eine Tochter entstammte, wurde 1945 wieder geschieden, nachdem Broyard von drei Dienstjahren in der U.S. Army in Übersee und an der Westküste zurückgekehrt war. Unter der strikten Rassentrennung der Streitkräfte hatte er nur als Weißer die Offiziersausbildung absolvieren können, durch die er zum Captain eines Bataillons von schwarzen Hafenarbeitern wurde.
Nach dem Zweiten Weltkrieg eröffnete Broyard in Greenwich Village eine Buchhandlung und belegte, begünstigt durch die G. I. Bill of Rights, Abendkurse an der New School for Social Research. Er fühlte sich einer künstlerischen Avantgarde zugehörig und entfremdete sich seinen familiären Wurzeln. Sein damaliges Bohème-artiges Leben beschrieb er in den postum publizierten Erinnerungen Kafka Was the Rage (deutsch: Verrückt nach Kafka). Ende der 1940er Jahre veröffentlichte Broyard erste Essays in Zeitschriften wie Commentary, Partisan Review oder The New Republic. Er lehrte Creative Writing in der New School, der New York University und der Columbia University. Seine wenigen Kurzgeschichten wurden von Norman Mailer überschwänglich gelobt. Ein Roman, an dem er arbeitete, kam aufgrund von Schreibblockaden jedoch nie zustande. 1961 heiratete Broyard die siebzehn Jahre jüngere skandinavischstämmige Tänzerin Alexandra Nelson. Das Paar zog von New York in den Südosten von Connecticut, wo ihre beiden Kinder (geboren 1964 und 1966) in einer weißen Nachbarschaft aufwuchsen.
1971 wurde Broyard, der durch freie Kritiken für die New York Times Book Review auf sich aufmerksam gemacht hatte, die Stelle eines festen Literaturkritikers der Times angeboten, eine der einflussreichsten Positionen auf dem amerikanischen Buchmarkt. In der Folge schrieb er fast 15 Jahre lang tägliche Kritiken für die New York Times. Anschließend übernahm er drei Jahre lang die Herausgabe der Book Review. Auch nach seiner Pensionierung im Juni 1989 blieb er als Kolumnist und Essayist für das Blatt aktiv. Eine Auswahl seiner Literaturkritiken und Essays erschien in zwei Büchern. Als er erfuhr, dass er an Prostatakrebs erkrankt war, begann er einen Bericht über seine Krankheit, der postum erschien. Broyard starb am 11. Oktober 1990 im Dana-Farber Cancer Institute in Boston. Erst wenige Wochen vor seinem Tod hatte seine Ehefrau den gemeinsamen Kindern seine bis dahin verborgen gehaltene Abstammung enthüllt.

## Nachwirkung
Sechs Jahre nach Broyards Tod machte der amerikanische Literaturwissenschaftler Henry Louis Gates 1996 in einem Artikel im New Yorker dessen schwarze Herkunft öffentlich bekannt und kritisierte Broyard für sein Passing. Im Folgejahr überarbeitete er den Essay unter dem Titel The Passing of Anatole Broyard für eine Buchausgabe. Die Zeitschrift Literaturen brachte die deutsche Übersetzung 2001 in einer Sonderausgabe heraus. Gates schrieb über Broyard:

“In his terms, he did not want to write about black love, black passion, black suffering, black joy; he wanted to write about love and passion and suffering and joy.”

„Nach seinen Maßstäben wollte er nicht über schwarze Liebe, schwarze Lust, schwarzes Leid, schwarze Freude schreiben; er wollte über Liebe und Lust und Leid und Freude schreiben.“

In einem Editorial der New York Times urteilte der schwarze Journalist und Autor Brent Staples 2003:

“Anatole Broyard wanted to be a writer – and not just a Negro writer consigned to the back of the literary bus.”

„Anatole Broyard wollte ein Schriftsteller sein – und nicht bloß ein Neger-Schriftsteller, dem die letzten Sitzreihen des literarischen Busses zugewiesen werden.“

Im Jahr 2007 veröffentlichte Broyards Tochter Bliss unter dem Titel One Drop: My Father’s Hidden Life: A Story of Race and Family Secrets (deutsch: Ein Tropfen. Das verborgene Leben meines Vaters. Eine Geschichte von Hautfarbe und Familiengeheimnissen) ihre Suche nach den Spuren des Vaters und nach ihrer eigenen Identität. Am Ende ihrer Untersuchung betrachtete Bliss Broyard ihren Vater als Opfer des Zwanges, sich zwischen „schwarz“ und „weiß“ entscheiden zu müssen. Das schubladenhafte Einordnen von Menschen aufgrund ihrer Hautfarbe sei ein Überbleibsel des lange in den USA herrschenden Rassismus. Broyard stehe jedoch auch für die amerikanische „Freiheit, sich selbst zu erfinden, die mein Vater wie sonst kaum jemand verkörpert“.
Nach der Publikation von Philip Roths Roman Der menschliche Makel im Jahr 2000 erkannten zahlreiche Kritiker, darunter Michiko Kakutani und Lorrie Moore in der New York Times, in Anatole Broyard das Vorbild der Hauptfigur Coleman Silk, eines schwarzen Literaturprofessors, der sich ebenfalls sein Leben lang als Weißer ausgibt und dessen wahre Identität erst nach seinem Tode ans Licht kommt. Philip Roth widersprach dieser Darstellung mehrfach, so zuletzt 2012 in einem offenen Brief an die englische Wikipedia, worin er Gegebenheiten im Leben des Soziologen Melvin Tumin als Inspiration für den Roman angab.

## Veröffentlichungen
- Aroused by Books (1974)
- Men, Women and Other Anticlimaxes (1980)
- Intoxicated by My Illness And Other Writings of Life and Death (1992)
- Kafka Was the Rage. A Greenwich Village Memoir (1993)
  - deutsch: Verrückt nach Kafka. Erinnerungen an Greenwich Village. Berlin, Berlin 2001, ISBN 3-8270-0355-5.